# 豐沼車站
豐沼車站（日语：／ Toyonuma eki */?）是一由北海道旅客鐵道（JR北海道）所經營的鐵路車站，位於日本北海道砂川市，是JR北海道函館本線沿線的一個無人車站，屬於JR北海道本社（札幌總部）的直轄範圍。

## 簡介
豐沼車站站內設有一對對向式月台共兩條乘車線。由於附近地區發生過多次嚴重的水患，因此不只函館本線的路軌是修築在土堤之上，連豐沼車站的站房也都是採地板加高的高腳式建築構造。
豐沼車站雖然是在1942年才設置的車站（初設時只是個號誌站，直到1947年時才升級為車站），但在1922年至1926年之間，曾存在過一個同樣名為豐沼的號誌站。第一代的豐沼號誌站所在位置與目前的豐沼車站不同，中間間格約1.7公里的里程（較接近奈井江端），但在1926年時因為奈井江至砂川之間路段複線化，而將號誌站廢站。

## 相鄰車站
北海道旅客鐵道（JR北海道）
■函館本線
奈井江（A18）－豐沼（A19）－砂川（A20）